# Liste der Kulturdenkmale in Kiel-Schilksee
In der Liste der Kulturdenkmale in Kiel-Schilksee sind alle Kulturdenkmale des Stadtteils Schilksee der schleswig-holsteinischen Landeshauptstadt Kiel aufgelistet (Stand: 10. März 2025).
Die Bodendenkmale sind in der Liste der Bodendenkmale in Kiel aufgeführt.

## Legende
In den Spalten befinden sich folgende Informationen:
- Objekt-ID: die Nummer des Kulturdenkmales
- Lage: die Adresse des Kulturdenkmales und die geographischen Koordinaten. Kartenansicht, um Koordinaten zu setzen. In der Kartenansicht sind Kulturdenkmale ohne Koordinaten mit einem roten Marker dargestellt und können in der Karte gesetzt werden. Kulturdenkmale ohne Bild sind mit einem blauen Marker gekennzeichnet, Kulturdenkmale mit Bild mit einem grünen Marker.
- Offizielle Bezeichnung: Bezeichnung des Kulturdenkmales
- Beschreibung: die Beschreibung des Kulturdenkmales
- Bild: ein Bild des Kulturdenkmales

## Sachgesamtheiten
| Objekt-ID | Lage | Offizielle Bezeichnung        | Beschreibung | Bild |
| --------- | --- | ----------------------------- | --- | --- |
| 46718     | Drachenbahn 2, 4, 15-19, 20, Drachenbahn, Fliegender Holländer u.a., Schilkseer Straße 217, Soling 12-18, 26-28, Soling, Soling u.a., Starweg 2-6, 8-10, 12 -16, 18-20, 22-24, Starweg (54° 25′ 39″ N, 10° 10′ 6″ O) | Olympiazentrum Kiel-Schilksee | Olympiazentrum Kiel-Schilksee; 1969–72, Gesamtplanung Hinrich Storch und Walter Ehlers, Landschaftsarchitekt Rolf Ehlgötz; Anlage bestehend aus zentralem Terrassenbau „Fliegender Holländer“ u.a. mit Bootsgarage, Appartements, Schwimmhalle und Ladenzeile mit Zuschauertribüne sowie aus einer Mehrzweckhalle (Vaasahalle), dem Olympiahotel, zwei Wohnhochhäusern, einem terrassierten Appartementhaus und Reihenhäusern, dem Olympischen Feuer und einer gestalteten Promenade, Frei- und Grünflächen sowie dem Hafen mit Vorfeld und Kränen - Begründung: geschichtlich, wissenschaftlich, künstlerisch, städtebaulich, technisch, Kulturlandschaft prägend - Schutzumfang: Wohnhochhaus (Drachenbahn 2), Wohnhochhaus (Drachenbahn 4), Appartmenthaus mit Grünfläche (Drachenbahn 15-19), ehem. Olympia-Hotel (Drachenbahn 20), Außenanlagen (Drachenbahn), "Fliegender Holländer" (Fliegender Holländer 1-39, Soling 10, 36, 38, 40, 42), Mehrzweckhalle (Vaasahalle) (Soling 12-18), Olympisches Feuer und Hafenmeisterei (Soling 26-28), Windspiele (Windflügel) (Soling u.a.), Olympiahafen, Hafenvorfeld, vier Hafenkräne (Slipanlage) (Soling), Reihenhäuser mit Gartenfläche (Starweg 2-6, 8-10, 12-16, 18-20), Mehrfamilienbungalow mit Gartenfläche (Starweg 22-24, Schilkseer Straße 217), Promenade (Starweg) | [[Vorlage:Bilderwunsch/code!/O:Olympiazentrum Kiel-Schilksee!/C:54.42753,10.168247!/D:Drachenbahn 2, 4, 15-19, 20, Drachenbahn, Fliegender Holländer u.a., Schilkseer Straße 217, Soling 12-18, 26-28, Soling, Soling u.a., Starweg 2-6, 8-10, 12 -16, 18-20, 22-24, Starweg, Olympiazentrum Kiel-Schilksee!/\|BW]] |
| 51663     | Funkstellenweg 130 (54° 25′ 7″ N, 10° 10′ 39″ O) | Küstenfunkstelle Kiel Radio   | Küstenfunkstelle Kiel Radio; 1949-1951 Oberpostdirektion Kiel und 1978-1983 Hochbaureferat der Oberpostdirektion Hamburg; Klinkergebäude mit Flachdach, zweigeschossiges Betriebsgebäude, eingeschossiges Wohnhaus (Altbauten); zweigeschossiges Betriebsgebäude (Neubau), Funkantenne in Stahlrohrbauweise, Freifläche mit Zuwegung, separiert gelegener Weltkriegsbunker - Begründung: geschichtlich, wissenschaftlich, städtebaulich, technisch, Kulturlandschaft prägend - Schutzumfang: Wohnhaus, Bunker, Betriebsgebäude (Altbau), Betriebsgebäude (Neubau), Funkantenne, Freifläche | BW |
| 12045     | Schilkseer Straße 94 (54° 24′ 50″ N, 10° 10′ 4″ O) | Grundschule Schilksee         | Grundschule Schilksee; 1898, 1939, 1960–64, Architekten Rudolf Schroeder, Hans Rogge; Anlage von Schulbauten dreiseitig um Hofplatz angeordnet, Altbauten zwei eingeschossige Giebelhäuser in Backstein, eingeschossiger Pavillon mit Laubengang und Uhrenturm von Schroeder und Rogge - Begründung: geschichtlich, künstlerisch, städtebaulich - Schutzumfang: Schulgebäude I, Schulgebäude II, Schulgebäude III | BW |

## Mehrheit von baulichen Anlagen
| Objekt-ID | Lage                                                                      | Offizielle Bezeichnung                      | Beschreibung | Bild |
| --------- | ------------------------------------------------------------------------- | ------------------------------------------- | --- | ---- |
| 29706     | Seekante 15-27, 15, 17, 19, 21, 23, 25, 27 (54° 24′ 56″ N, 10° 10′ 41″ O) | Gemeinschaftswohnanlage „Wohnhof Schilksee“ | Wohnhof Schilksee; 1976, Architekt Brockstedt, Discher, Brand; Gemeinschaftswohnanlage auf fächerförmigem Grundriss - Begründung: geschichtlich, künstlerisch, städtebaulich - Schutzumfang: Wohnhäuser Seekante 15, 17, 19, 21, 23, 25, 27 mit Hofgebäude und Außenanlagen | BW   |

## Bauliche Anlagen
| Objekt-ID | Lage                                                    | Offizielle Bezeichnung               | Beschreibung | Bild            |
| --------- | ------------------------------------------------------- | ------------------------------------ | --- | --------------- |
| 46759     | Drachenbahn 20 (54° 25′ 47″ N, 10° 10′ 2″ O)            | ehem. Olympia-Hotel                  | ehem. Olympia-Hotel; 1972, städtebaulicher Entwurf Storch und Ehlers; 12-geschossiger Stahlbetonskelettbau auf gegliedertem, etwa quadratischem Grundriss, Waschbetonfassade mit eingezogenen Balkonen, angrenzende Garage mit Dachterrasse und Pavillonaufbauten - Begründung: geschichtlich, wissenschaftlich, städtebaulich, Kulturlandschaft prägend - Schutzumfang: ehem. Olympia-Hotel, - Denkmaltyp: Bauliche Anlage, Sachgesamtheit: Olympiazentrum Kiel-Schilksee | BW              |
| 46763     | Fliegender Holländer u.a. (54° 25′ 43″ N, 10° 10′ 7″ O) | "Fliegender Holländer"               | „Fliegender Holländer“; 1969–72, Hinrich Storch und Walter Ehlers; Hauptbau des Olympiazentrums Kiel-Schilksee, lang gestreckter, entlang der Küstenlinie gestaffelter Terrassenbau in Schottenbauweise, materialsichtiger Ortbeton und Waschbeton, im Sockelgeschoss Bootsgarage und Funktionsräume, im aufgeständerten Oberbau Appartements mit Balkonen, dazwischen offene Ladenzeile mit Zuschauertribüne/Terrasse; vorgelagerte Schwimmhalle mit skulpturalem Knickdach - Begründung: geschichtlich, wissenschaftlich, städtebaulich, Kulturlandschaft prägend - Schutzumfang: gesamtes Äußeres, Erschließungsräume im Innern, - Denkmaltyp: Bauliche Anlage, Sachgesamtheit: Olympiazentrum Kiel-Schilksee | BW              |
| 52730     | Funkstellenweg 130 (54° 25′ 7″ N, 10° 10′ 38″ O)        | Bunker                               | Bunker; 1940-1944, Marine Flak Abteilung 221 – Schilksee Friedrichsort; Untergeschoss Geschützstand, Betonschalung - Begründung: geschichtlich, technisch - Schutzumfang: gesamtes Objekt - Denkmaltyp: Bauliche Anlage, Sachgesamtheit: Küstenfunkstelle Kiel Radio | BW              |
| 52732     | Funkstellenweg 130 (54° 25′ 7″ N, 10° 10′ 39″ O)        | Wohnhaus                             | Wohnhaus; 1949-1951 Oberpostdirektion Kiel; eingeschossiger flachgedeckter Klinkerbau auf rechteckigem Grundriss, Werksteinakzentuierungen, hervorgehobene Terrassengestaltung, Nebenbauten - Begründung: geschichtlich, städtebaulich, technisch - Schutzumfang: gesamtes Objekt - Denkmaltyp: Bauliche Anlage, Sachgesamtheit: Küstenfunkstelle Kiel Radio | BW              |
| 9807      | Schilkseer Straße 61 (54° 24′ 35″ N, 10° 9′ 52″ O)      | ehem. Holländerhaus von Gut Seekamp  | Alteintragung (Aktualisierung vorgesehen) - Begründung: geschichtlich, Kulturlandschaft prägend - Schutzumfang: gesamtes Objekt - Denkmaltyp: Bauliche Anlage | Fotos hochladen |
| 48318     | Seekante 15 (54° 24′ 56″ N, 10° 10′ 43″ O)              | Wohnhaus                             | Wohnhof Schilksee; 1976, Architekt Brockstedt, Discher, Brand; Gemeinschaftswohnanlage auf fächerförmigem Grundriss - Begründung: geschichtlich, städtebaulich - Schutzumfang: gesamtes Objekt - Denkmaltyp: Bauliche Anlage, Mehrheit von baulichen Anlagen: Gemeinschaftswohnanlage „Wohnhof Schilksee“ | BW              |
| 48319     | Seekante 17 (54° 24′ 55″ N, 10° 10′ 42″ O)              | Wohnhaus                             | Wohnhof Schilksee; 1976, Architekt Brockstedt, Discher, Brand; Gemeinschaftswohnanlage auf fächerförmigem Grundriss - Begründung: geschichtlich, städtebaulich - Schutzumfang: gesamtes Objekt - Denkmaltyp: Bauliche Anlage, Mehrheit von baulichen Anlagen: Gemeinschaftswohnanlage „Wohnhof Schilksee“ | BW              |
| 48320     | Seekante 19 (54° 24′ 55″ N, 10° 10′ 42″ O)              | Wohnhaus                             | Wohnhof Schilksee; 1976, Architekt Brockstedt, Discher, Brand; Gemeinschaftswohnanlage auf fächerförmigem Grundriss - Begründung: geschichtlich, städtebaulich - Schutzumfang: gesamtes Objekt - Denkmaltyp: Bauliche Anlage, Mehrheit von baulichen Anlagen: Gemeinschaftswohnanlage „Wohnhof Schilksee“ | BW              |
| 48321     | Seekante 21 (54° 24′ 55″ N, 10° 10′ 42″ O)              | Wohnhaus                             | Wohnhof Schilksee; 1976, Architekt Brockstedt, Discher, Brand; Gemeinschaftswohnanlage auf fächerförmigem Grundriss - Begründung: geschichtlich, städtebaulich - Schutzumfang: gesamtes Objekt - Denkmaltyp: Bauliche Anlage, Mehrheit von baulichen Anlagen: Gemeinschaftswohnanlage „Wohnhof Schilksee“ | BW              |
| 48322     | Seekante 23 (54° 24′ 55″ N, 10° 10′ 41″ O)              | Wohnhaus                             | Wohnhof Schilksee; 1976, Architekt Brockstedt, Discher, Brand; Gemeinschaftswohnanlage auf fächerförmigem Grundriss - Begründung: geschichtlich, städtebaulich - Schutzumfang: gesamtes Objekt - Denkmaltyp: Bauliche Anlage, Mehrheit von baulichen Anlagen: Gemeinschaftswohnanlage „Wohnhof Schilksee“ | BW              |
| 48323     | Seekante 25 (54° 24′ 55″ N, 10° 10′ 41″ O)              | Wohnhaus                             | Wohnhof Schilksee; 1976, Architekt Brockstedt, Discher, Brand; Gemeinschaftswohnanlage auf fächerförmigem Grundriss - Begründung: geschichtlich, städtebaulich - Schutzumfang: gesamtes Objekt - Denkmaltyp: Bauliche Anlage, Mehrheit von baulichen Anlagen: Gemeinschaftswohnanlage „Wohnhof Schilksee“ | BW              |
| 48324     | Seekante 27 (54° 24′ 56″ N, 10° 10′ 41″ O)              | Wohnhaus                             | Wohnhof Schilksee; 1976, Architekt Brockstedt, Discher, Brand; Gemeinschaftswohnanlage auf fächerförmigem Grundriss - Begründung: geschichtlich, städtebaulich - Schutzumfang: gesamtes Objekt - Denkmaltyp: Bauliche Anlage, Mehrheit von baulichen Anlagen: Gemeinschaftswohnanlage „Wohnhof Schilksee“ | BW              |
| 46762     | Soling 12 - 18 (54° 25′ 48″ N, 10° 10′ 6″ O)            | Mehrzweckhalle (Vaasahalle)          | Mehrzweckhalle (Vaasahalle); 1972, Entwurf Storch und Ehlers; zweigeschossiger, horizontal gelagerter Stahlbetonskelettbau mit Flachdächern auf gegliedertem Grundriss, Waschbetonfassade, seitlicher Bauteil mit verglastem Geschoss und Dachterrasse - Begründung: geschichtlich, wissenschaftlich, städtebaulich, Kulturlandschaft prägend - Schutzumfang: Mehrzweckhalle (Vaasahalle), - Denkmaltyp: Bauliche Anlage, Sachgesamtheit: Olympiazentrum Kiel-Schilksee | BW              |
| 46719     | Soling 26 - 28 (54° 25′ 48″ N, 10° 10′ 13″ O)           | Olympisches Feuer und Hafenmeisterei | Olympisches Feuer und Hafenmeisterei; 1972, Storch und Ehlers; gestaffelte Anlage aus drei aufgeständerten quadratischen Betonpodesten mit Betontreppen und Metallbrüstungen, die höchste Ebene mit gasbetriebenem Fackelkranz, die unteren Podeste mit Glaseinbauten - Begründung: geschichtlich, wissenschaftlich, künstlerisch, städtebaulich, Kulturlandschaft prägend - Schutzumfang: Olympisches Feuer und Hafenmeisterei, - Denkmaltyp: Bauliche Anlage, Sachgesamtheit: Olympiazentrum Kiel-Schilksee | BW              |
| 52635     | Soling u.a. (54° 25′ 34″ N, 10° 10′ 6″ O)               | Windspiele (Windflügel)              | Windspiele (Windflügel); 1972, Tomitaro Nachi; Standorte am Starweg sowie am südlichen und nördlichen Ende des Hafenvorfeldes, einfache und mehrfache Flügelformen, Blech mit unterschiedlichen hellen Farbfassungen, gruppierte Anordnung, drehbar auf Ständern - Begründung: geschichtlich, wissenschaftlich, künstlerisch, städtebaulich - Schutzumfang: Windspiele (Windflügel), - Denkmaltyp: Bauliche Anlage, Sachgesamtheit: Olympiazentrum Kiel-Schilksee | BW              |

## Quelle
- Liste der Kulturdenkmale in Schleswig-Holstein – Landeshauptstadt Kiel (PDF)

- Karte mit allen Koordinaten:
- OSM |
- WikiMap